# Taogu

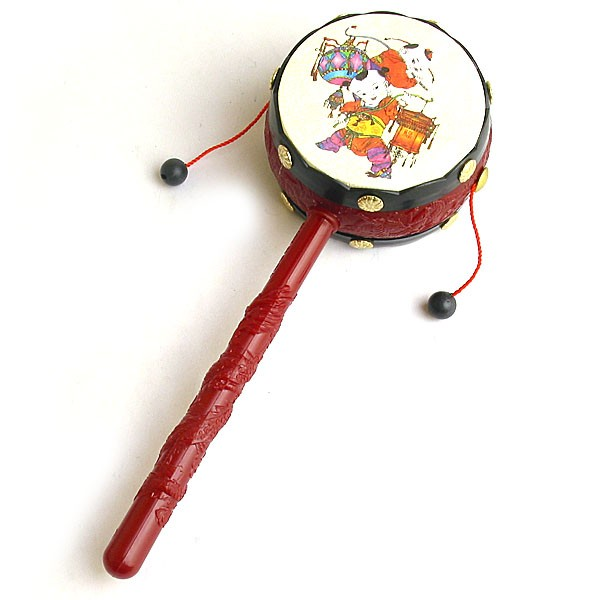
Taogu del este de Asia

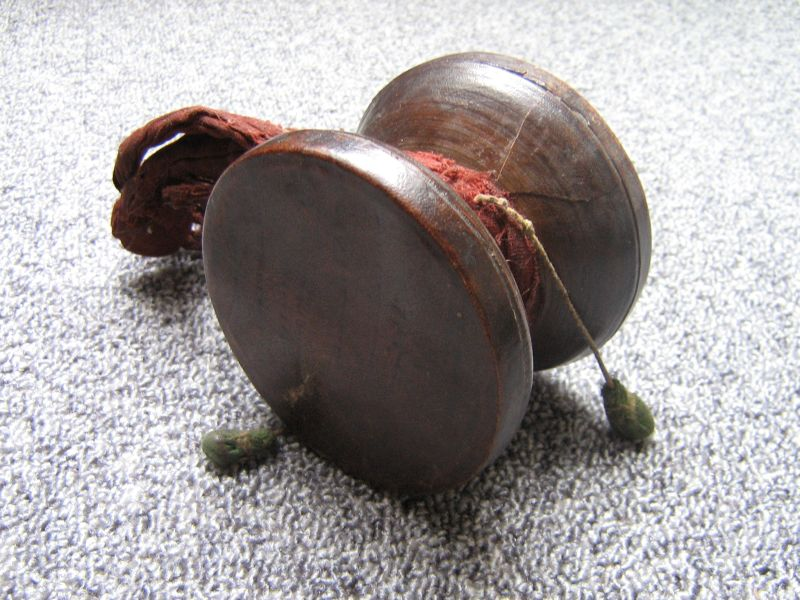
Taogu del sur de asia

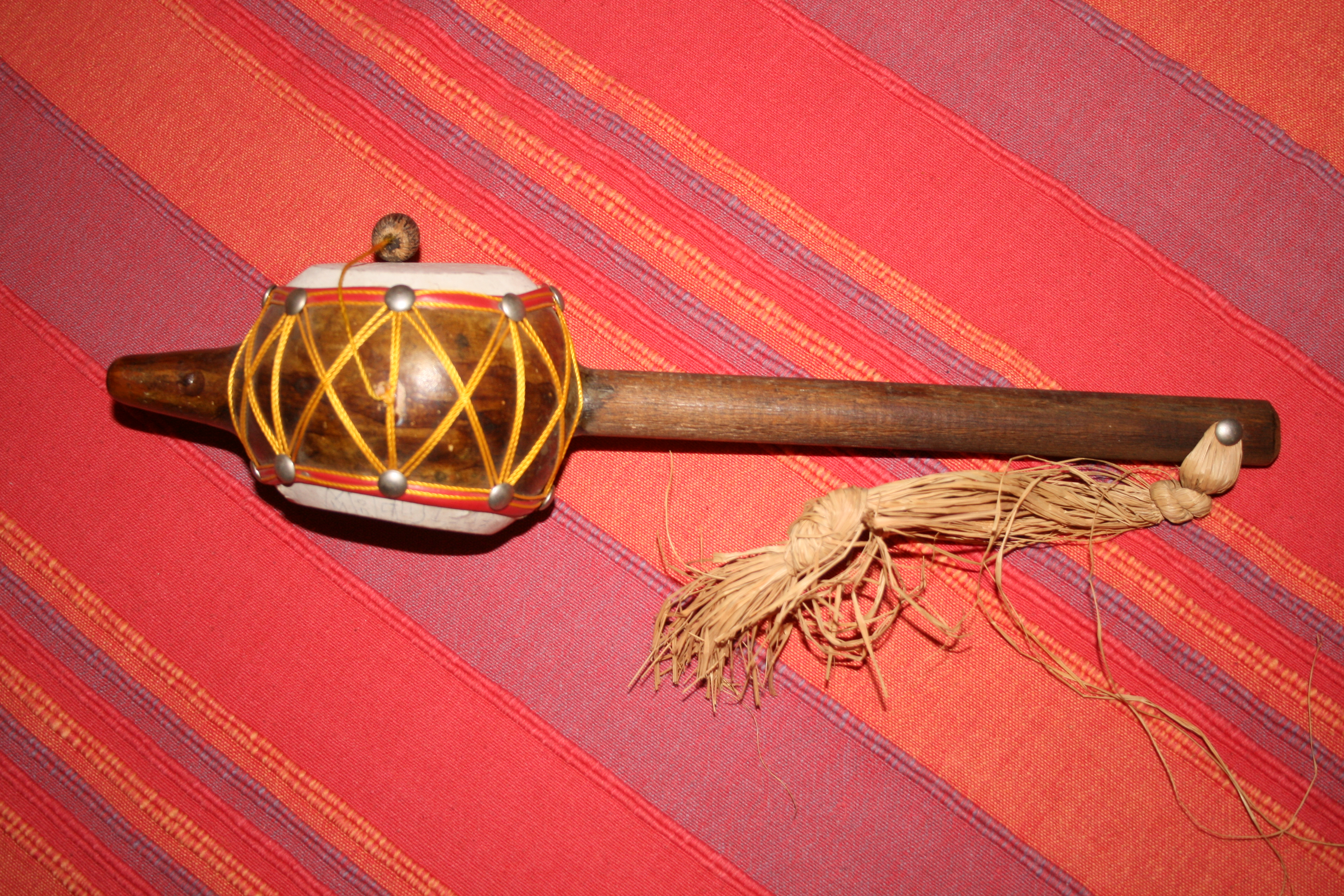
Taogu sudamericano

Un taogu (拼音) es un instrumento de percusión tradicional del este asiático.  También lo podemos encontrar en diferentes tipos y tamaños en América del Sur y su historia se remonta al período de los Reinos combatientes. El mismo cuenta con dos pequeños martillos simétricos en el anillo exterior de la caja y un mango de madera en la parte inferior. Con ayuda de las manos se balancea sujetado del mango de izquierda a derecha, lo que hace que los dos pequeños martillos golpeen el tímpano, produciendo así el sonido. El poste de madera sirve como mango y se atan cuerdas a ambas orejas. Hay combinaciones únicas o múltiples.

## Asia Oriental, Sudeste Asiático
En el este de Asia, las bolas de percusión unidas a cuerdas se encuentran en diferentes tipos de instrumentos de percusión, lo que sugiere una adición posterior a los tímpanos existentes. Según la contribución de Curt Sachs a la teoría del área cultural de 1929, el taogu es mencionado en el Shujing con el nombre tao (chino鼗 / 鞀, Pinyin táo , W.-G. t'ao), por lo que ha existido en China al menos desde el siglo II a. C. El tao fue uno de los muchos tímpanos que se tocaban en la música de la corte durante la dinastía Tang (618–907). Es posible que el inicio del taogu se desarrollara en el este de Asia a partir de la costumbre de sujetar objetos votivos a un tímpano de vástago, lo que producía un ruido de fondo inicialmente involuntario cuando se golpeaba el mismo. A esto se hace referencia en una ilustración de un antiguo manuscrito tibetano, que muestra una especie de tímpano con esa tela y siendo golpeado con un palo. Por lo tanto, el uso sonoro del taogu en los rituales religiosos podría haber surgido de la práctica de colocar pequeñas ofrendas votivas en un caja con cuerdas o dentro de él. Los “pequeños tímpanos de mano”, taogu , son juguetes para niños. Los taogu de diferentes tamaños, también son los instrumentos de señalización tradicionales de los vendedores ambulantes chinos.